# Mildred Agnes Martinez
Pour les articles homonymes, voir Martinez et Prevost.
Mildred Agnes Prevost, née Martinez le 30 décembre 1911 à Chicago et morte le 18 juin 1990 à Chicago Heights, est une enseignante et bibliothécaire américaine connue pour sa foi catholique profonde, son engagement communautaire et ses contributions culturelles à Chicago, dans l’Illinois. Elle est la mère du pape Léon XIV, premier pape américain, élu en 2025. Sa foi catholique a influencé le parcours de son fils vers le sacerdoce et la papauté.

## Jeunesse
Mildred Agnes Martinez, surnommée « Millie » par ses amis, est née le 30 décembre 1911 à Chicago, Illinois, de Joseph Nerval Martinez et Louise Baquié, tous deux d’origine créole louisianaise du 7e quartier de La Nouvelle-Orléans. Sa famille est d’ascendance métissée, mêlant des origines africaines, espagnoles et françaises,. Son grand-père maternel, Joseph Martinez, est né en Haïti au sein d'une famille francophone, tandis que sa grand-mère, Louise Baquié, est née à La Nouvelle-Orléans de parents mariés dans une église catholique locale,. Elle est la cadette de sept filles, dont deux sont devenues religieuses. Baptisée le 4 février 1912 à la cathédrale du Saint-Nom de Chicago, elle  fréquente le lycée Immaculata, dont elle est diplômée en 1929,.

## Éducation et carrière
Mildred obtient une licence en sciences de l’éducation à l’université DePaul en 1947, une réussite rare pour les femmes de son époque, et suit ensuite des cours de niveau supérieur dans la même institution,. Elle travaille comme bibliothécaire au Von Steuben High School et au Mendel Catholic High School à Chicago, où elle est reconnue pour son dévouement à l’éducation et au service communautaire. Mildred participe à des sketches costumés et à des pièces de théâtre lors de collectes de fonds scolaires et est une chanteuse accomplie : elle enregistre une version de l'« Ave Maria », un hymne difficile pour une amatrice. Elle fait également du bénévolat dans des bibliothèques scolaires tout en élevant sa famille, conciliant ses responsabilités professionnelles et familiales.

## Mariage et famille
Le 25 janvier 1949, Mildred, alors dans la trentaine, épouse Louis Marius Prevost, de huit ans son cadet, vétéran de la marine américaine de la Seconde Guerre mondiale et plus tard surintendant (superintendent) du district scolaire Brookwood 167, à Glenwood dans l'Illinois,. Ils s’installent dans le village de Dolton, au 212 East 141st Place, où ils élèvent trois fils : Louis Martín, John Joseph et Robert Francis, qui devient le pape Léon XIV en 2025.  Mildred donne naissance à ses fils à la fin de la trentaine et au début de la quarantaine, un âge relativement avancé pour la maternité à l’époque. Sa belle-mère, originaire de Normandie, est la fille de pâtissiers de Lisieux.

## Engagement communautaire et foi
Mildred est un pilier de l’église Sainte-Marie-de-l'Assomption de Riverdale à Riverdale, où elle est présidente de la St. Mary Altar & Rosary Society, membre du Mothers’ Club du Mendel Catholic High School et chante dans la chorale de l’église. Sa foi catholique joue un grand rôle dans sa vie. Elle joue un rôle central dans le cheminement spirituel de son fils Robert, et qui lui attribue le statut de guide vers le sacerdoce et la papauté,. Son engagement dans les activités paroissiales et sa bienveillance ont contribué à fonder une famille unie, enracinée dans sa paroisse locale.

## Décès et héritage
Mildred est diagnostiquée d’un cancer et a suivi une chimiothérapie avant de mourir le 18 juin 1990, à l'âge de 78 ans, à l’hôpital St. James de Chicago Heights. Ses funérailles ont lieu au Hennessy-Hornburg Funeral Home à Riverdale, avec une messe à l’église Sainte-Marie-de-l'Assomption de Riverdale, célébrée par son fils, le révérend Robert Prevost. Elle est inhumée au cimetière catholique Assumption à Glenwood, Illinois, aux côtés de son mari. Après l’élection de Robert comme pape Léon XIV, ses trois fils se réunissent à Rome pendant la semaine de la fête des mères 2025, honorant son influence. Son héritage créole, mêlant des origines africaines, espagnoles et françaises, ainsi que son engagement catholique, sont célébrés comme partie intégrante de l’histoire de la famille Prevost, reflétant la richesse multiculturelle de l’Amérique,,. Son héritage perdure à travers la papauté de son fils et la reconnaissance continue de son rôle dans la formation de sa vie spirituelle et personnelle.